# Amsterdam Anders/De Groenen
Amsterdam Anders/De Groenen (AA/DG) was een plaatselijke politieke partij in de gemeente Amsterdam.
AA/DG is voortgekomen uit de vereniging Amsterdam Anders (opgericht in 1997) en de afdeling Amsterdam van de partij De Groenen. De partij haalde bij de gemeenteraadsverkiezingen van 1998 drie zetels en bij de gemeenteraadsverkiezingen van 2002 één zetel. In 2006 kwam de partij drie stemmen tekort voor een zetel, en verdween ze uit de gemeenteraad.
AA/DG wil volgens eigen zeggen de samenleving bevrijden uit het "ideologische keurslijf van marktwerking". De partij wil tegengaan dat de overheid grote bedrijven dient die "ongebreidelde winst" en steeds uitbreidende economische groei nastreven. Ze ziet solidariteit en eerlijke handel als noodzakelijk voor het voortbestaan van de wereld. In Amsterdam heeft AA/DG zich onder andere ingezet tegen luchtvervuiling, voor lage huren voor sociale en culturele instellingen, voor eerlijke cacaohandel in de Amsterdamse haven, voor buitenlandse straatartiesten en voor een tweede fietsboot bij het station Amsterdam Centraal.
Amsterdam Anders/De Groenen was vertegenwoordigd in de Amsterdamse stadsdeelraden Centrum (2 zetels) en Oud-Zuid (1 zetel). Een bekend raadslid van AA/DG was René Danen, initiatiefnemer en coördinator van het platform Keer het Tij. Bekend is ook de revolutionair marxist Joost Kircz, deelraadslid in Amsterdam-Centrum. Kircz is lid van de Vierde Internationale en haar Nederlandse sectie Socialistisch Alternatieve Politiek (SAP).
Bij de Statenverkiezing van 7 maart 2007 steunde AA/DG de lijst Noord-Holland Anders/De Groenen. Lijsttrekker was het voormalige deelraadslid Westerpark Ronald Schönberger. De partij besloot niet mee te doen aan de gemeenteraadsverkiezingen in maart 2010, omdat er "te weinig nieuwe leden waren die de partij konden dragen".
Ronald Schönberger is sinds mei 2010 raadslid voor De Groenen in het nieuwe stadsdeel West.